# Рудунья
Рудунья (кат. Rodonyà) - місто, розташоване в Автономній області Каталонія в Іспанії. 
Знаходиться у районі (кумарці) Ал Камп провінції Таррагона, згідно з новою адміністративною реформою перебуватиме у складі баґарії Камп да Таррагона.

## Населення
Населення міста (у 2007 р.) становить 504 осіб (з них менше 14 років - 17,1%, від 15 до 64 - 62,3%, понад 65 років - 
20,6%). У 2006 р. народжуваність склала 7 осіб, смертність - 7 осіб, кількість одружень - 5
(у 2006 р.). У 2001 р. активне населення становило 196 осіб, з них безробітних - 14 осіб. 

Серед осіб, які проживали на території міста у 2001 р., 371 осіб народилися в Каталонії (з них
238 осіб у тому самому районі, або кумарці), 39 осіб приїхало з інших областей Іспанії, а 33 осіб приїхало з-за кордону. 

Університетську освіту має 6,9
% усього населення. 

У 2001 р. нараховувалося 162 домогосподарств (з них 22,2% складалися з однієї особи, 27,8% з двох осіб,
21% з 3 осіб, 19,8% з 4 осіб, 6,8% з 5 осіб, 1,2
% з 6 осіб, 0% з 7 осіб, 0% з 8 осіб і 1,2% з 9 і більше осіб).

Активне населення міста у 2001 р. працювало у таких сферах діяльності : у сільському господорстві - 20,9%, у промисловості - 24,2%, на будівництві - 8,2% і у сфері обслуговування -
46,7%. 

 У муніципалітеті або у власному районі (кумарці) працює 154 осіб, поза районом - 107 осіб. 

### Безробіття
У 2007 р. нараховувалося 19 безробітних (у 2006 р. - 21 безробітних), з них чоловіки становили 68,4%, а жінки -
31,6%.

## Економіка

### Підприємства міста

#### Промислові підприємства
| \| Промислові підприємства міста, за сферою діяльності \| Промислові підприємства міста, за сферою діяльності \| Промислові підприємства міста, за сферою діяльності \| \| Рік \| 2002 р. \| 2001 р. \| \| --------------------------------------------------- \| --------------------------------------------------- \| --------------------------------------------------- \| \| Енергетичні та водні ресурси \| 0,0% \| 0,0% \| \| Хімія та метали \| 0,0% \| 0,0% \| \| Переробка металів \| 20,0% \| 20,0% \| \| Продукти харчування \| 60,0% \| 60,0% \| \| Текстиль \| 0,0% \| 0,0% \| \| Виробництво меблів, видання \| 0,0% \| 0,0% \| \| Інше \| 20,0% \| 20,0% \| \| Усього підприємств \| 5 \| 5 \| |         |         |
| Промислові підприємства міста, за сферою діяльності |         |         |
| Рік | 2002 р. | 2001 р. |
| Енергетичні та водні ресурси | 0,0%    | 0,0%    |
| Хімія та метали | 0,0%    | 0,0%    |
| Переробка металів | 20,0%   | 20,0%   |
| Продукти харчування | 60,0%   | 60,0%   |
| Текстиль | 0,0%    | 0,0%    |
| Виробництво меблів, видання | 0,0%    | 0,0%    |
| Інше | 20,0%   | 20,0%   |
| Усього підприємств | 5       | 5       |

#### Роздрібна торгівля
| \| Підприємства роздрібної торгівлі міста, за сферою діяльності \| Підприємства роздрібної торгівлі міста, за сферою діяльності \| Підприємства роздрібної торгівлі міста, за сферою діяльності \| \| Рік \| 2002 р. \| 2001 р. \| \| ------------------------------------------------------------ \| ------------------------------------------------------------ \| ------------------------------------------------------------ \| \| Продукти харчування \| 25,0% \| 30,0% \| \| Одяг та взуття \| 0,0% \| 0,0% \| \| Товари для дому \| 12,5% \| 10,0% \| \| Книги та періодичні видання \| 0,0% \| 0,0% \| \| Промислова хімічна продукція \| 37,5% \| 40,0% \| \| Продукція, пов'язана з транспортними засобами \| 12,5% \| 10,0% \| \| Інше \| 12,5% \| 10,0% \| \| Усього підприємств \| 8 \| 10 \| |         |         |
| Підприємства роздрібної торгівлі міста, за сферою діяльності |         |         |
| Рік | 2002 р. | 2001 р. |
| Продукти харчування | 25,0%   | 30,0%   |
| Одяг та взуття | 0,0%    | 0,0%    |
| Товари для дому | 12,5%   | 10,0%   |
| Книги та періодичні видання | 0,0%    | 0,0%    |
| Промислова хімічна продукція | 37,5%   | 40,0%   |
| Продукція, пов'язана з транспортними засобами | 12,5%   | 10,0%   |
| Інше | 12,5%   | 10,0%   |
| Усього підприємств | 8       | 10      |

#### Сфера послуг
| \| Підприємства міста, що працюють у сфері послуг, за діяльністю \| Підприємства міста, що працюють у сфері послуг, за діяльністю \| Підприємства міста, що працюють у сфері послуг, за діяльністю \| \| Рік \| 2002 р. \| 2001 р. \| \| ------------------------------------------------------------- \| ------------------------------------------------------------- \| ------------------------------------------------------------- \| \| Гуртова торгівля \| 16,7% \| 16,7% \| \| Готелі та готельний бізнес \| 25,0% \| 25,0% \| \| Транспорт та зв'язок \| 33,3% \| 25,0% \| \| Посередницькі фінансові послуги \| 8,3% \| 8,3% \| \| Послуги підприємствам \| 0,0% \| 0,0% \| \| Послуги фізичним особам \| 8,3% \| 8,3% \| \| Нерухомість та ін. \| 8,3% \| 16,7% \| \| Усього підприємств \| 12 \| 12 \| |         |         |
| Підприємства міста, що працюють у сфері послуг, за діяльністю |         |         |
| Рік | 2002 р. | 2001 р. |
| Гуртова торгівля | 16,7%   | 16,7%   |
| Готелі та готельний бізнес | 25,0%   | 25,0%   |
| Транспорт та зв'язок | 33,3%   | 25,0%   |
| Посередницькі фінансові послуги | 8,3%    | 8,3%    |
| Послуги підприємствам | 0,0%    | 0,0%    |
| Послуги фізичним особам | 8,3%    | 8,3%    |
| Нерухомість та ін. | 8,3%    | 16,7%   |
| Усього підприємств | 12      | 12      |

## Житловий фонд
У 2001 р. 5% усіх родин (домогосподарств) мали житло метражем до 59 м², 13,7% - від 60 до 89 м², 50,9% - від 90 до 119 м² і
30,4% - понад 120 м².

З усіх будівель у 2001 р. 57,4% було одноповерховими, 39,7% - двоповерховими, 2,9
% - триповерховими, 0% - чотириповерховими, 0% - п'ятиповерховими, 0% - шестиповерховими,
0% - семиповерховими, 0% - з вісьмома та більше поверхами.

## Автопарк
| \| Автомобілі, зареєстровані у місті, за призначенням \| Автомобілі, зареєстровані у місті, за призначенням \| Автомобілі, зареєстровані у місті, за призначенням \| \| Рік \| 2006 р. \| 2005 р. \| \| -------------------------------------------------- \| -------------------------------------------------- \| -------------------------------------------------- \| \| Приватні автомобілі \| 67,2% \| 67,7% \| \| Мотоцикли \| 11,2% \| 10,8% \| \| Вантажівки \| 17,9% \| 19,0% \| \| Трактори \| 0,4% \| 0,2% \| \| Автобуси та ін. \| 3,2% \| 2,3% \| \| Усього автомобілів \| 464 шт. \| 437 шт. \| |         |         |
| Автомобілі, зареєстровані у місті, за призначенням |         |         |
| Рік | 2006 р. | 2005 р. |
| Приватні автомобілі | 67,2%   | 67,7%   |
| Мотоцикли | 11,2%   | 10,8%   |
| Вантажівки | 17,9%   | 19,0%   |
| Трактори | 0,4%    | 0,2%    |
| Автобуси та ін. | 3,2%    | 2,3%    |
| Усього автомобілів | 464 шт. | 437 шт. |

## Вживання каталанської мови
У 2001 р. каталанську мову у місті розуміли 96,7% усього населення (у 1996 р. - 98,9%), вміли говорити нею 87% (у 1996 р. - 
91%), вміли читати 83,4% (у 1996 р. - 88,6%), вміли писати 63,5
% (у 1996 р. - 68,8%). Не розуміли каталанської мови 3,3%.

## Політичні уподобання
У виборах до Парламенту Каталонії у 2006 р. взяло участь 219 осіб (у 2003 р. - 246 осіб). Голоси за політичні сили розподілилися таким чином:
| \| Вибори до Парламенту Каталонії \| Вибори до Парламенту Каталонії \| Вибори до Парламенту Каталонії \| \| Рік \| 2006 р. \| 2003 р. \| \| -------------------------------------- \| ------------------------------ \| ------------------------------ \| \| Конвергенція та Єднання (CiU) \| 53,9% \| 61,8% \| \| Соціалістична партія Каталонії (PSC) \| 6,4% \| 6,5% \| \| Народна партія (PP) \| 2,7% \| 4,5% \| \| Ініціатива за зелену Каталонію (IC) \| 2,3% \| 2% \| \| Республіканська лівиця Каталонії (ERC) \| 30,1% \| 22,8% \| \| Громадянська партія (C's) \| 1,8% \| 0,0% \| \| Інші \| 2,7% \| 2,4% \| |         |         |
| Вибори до Парламенту Каталонії |         |         |
| Рік | 2006 р. | 2003 р. |
| Конвергенція та Єднання (CiU) | 53,9%   | 61,8%   |
| Соціалістична партія Каталонії (PSC) | 6,4%    | 6,5%    |
| Народна партія (PP) | 2,7%    | 4,5%    |
| Ініціатива за зелену Каталонію (IC) | 2,3%    | 2%      |
| Республіканська лівиця Каталонії (ERC) | 30,1%   | 22,8%   |
| Громадянська партія (C's) | 1,8%    | 0,0%    |
| Інші | 2,7%    | 2,4%    |

У муніципальних виборах у 2007 р. взяло участь 261 осіб (у 2003 р. - 298 осіб). Голоси за політичні сили розподілилися таким чином:
| \| Муніципальні вибори \| Муніципальні вибори \| Муніципальні вибори \| \| Рік \| 2007 р. \| 2003 р. \| \| -------------------------------------- \| ------------------- \| ------------------- \| \| Конвергенція та Єднання (CiU) \| 68,2% \| 74,5% \| \| Соціалістична партія Каталонії (PSC) \| 0,0% \| 0,0% \| \| Народна партія (PP) \| 0,0% \| 0,0% \| \| Ініціатива за зелену Каталонію (IC) \| 0,0% \| 0,0% \| \| Республіканська лівиця Каталонії (ERC) \| 31,8% \| 25,5% \| \| Громадянська партія (C's) \| 0,0% \| 0,0% \| \| Інші \| 0,0% \| 0,0% \| |         |         |
| Муніципальні вибори |         |         |
| Рік | 2007 р. | 2003 р. |
| Конвергенція та Єднання (CiU) | 68,2%   | 74,5%   |
| Соціалістична партія Каталонії (PSC) | 0,0%    | 0,0%    |
| Народна партія (PP) | 0,0%    | 0,0%    |
| Ініціатива за зелену Каталонію (IC) | 0,0%    | 0,0%    |
| Республіканська лівиця Каталонії (ERC) | 31,8%   | 25,5%   |
| Громадянська партія (C's) | 0,0%    | 0,0%    |
| Інші | 0,0%    | 0,0%    |